# Baía de Luanda
Baía de Luanda är en vik i Angola.   Den ligger i provinsen Luanda, i den nordvästra delen av landet.
Omgivningarna runt Baía de Luanda är i huvudsak ett öppet busklandskap. Runt Baía de Luanda är det tätbefolkat, med 849 invånare per kvadratkilometer.